# Ficedula disposita
Ficedula disposita (лат.) — вид птиц из семейства мухоловковых.

## Таксономия
До 1991 года вид был известен по единственной самке. Ранее считался конспецифичным с Ficedula crypta или Ficedula bonthaina.

## Распространение
Эндемик Филиппин. Естественной средой обитания являются субтропические или тропические влажные равнинные и горные леса.

## Описание
Небольшая оливково-коричневая птица. Лоб и шея оливково-коричневые, на верхних частях тела оттенок переходит в серо-коричневый. Длина тела 11—11,5 см.

## Биология
Рацион не вполне изучен, включает мелких беспозвоночных.

## Охранный статус
МСОП присвоил виду охранный статус NT.